# 康家岭遗址
康家岭遗址，位于中国甘肃省宁县，为一个省级文物保护单位，类型为古遗址。
康家岭遗址的历史年代为新石器时代至青铜时代、周。